# Alma (série télévisée)
Pour les articles homonymes, voir Alma.
Alma est une série télévisée fantastique espagnole en 9 épisodes d'environ 40 minutes créée par José Ignacio Valenzuela et diffusée mondialement le 19 août 2022 sur Netflix.

## Synopsis
De retour d'un séjour dans les montages des Asturies, une classe de lycéens subit un accident de car dans le brouillard. La plupart des passagers meurent. Parmi les survivants se trouvent Alma, amnésique qui depuis a des visions, Tom qui a perdu un pied, Roque qui semble avoir le pouvoir d'entrer dans l'esprit des personnes qu'il touche. Un élève prénommé Martín n'est pas retrouvé. Bruno, le gérant du chalet, et la sœur de Martín partent à sa recherche.
Le mystère pourrait être lié à Lara, la sœur jumelle d'Alma, morte des suites d'une leucémie, et aux légendes racontées par le grand-père de Bruno. Ces dernières évoquent un esprit sanguinaire de la montagne nommé Therion.

## Distribution
- Mireia Oriol (VF : Meaghan Dendraël) : Alma « Ali »
- Álex Villazán (VF : Sébastien Baulain) : Tomás « Tom »
- Pol Monen (VF : Julien Nicollet) : Bruno
- Claudia Roset (VF : Anaïs Delva) : Deva, la meilleure amie d'Alma
- Javier Morgade (VF : Gauthier Battoue) : Martín
- Nil Cardoner (VF : Fabien Albanese) : Roque
- Milena Smit (VF : Sara Chambin) : Nico
- Maria Caballero (VF : Garance Thénault) : Diana, la sœur de Martín
- Marta Belaustegui (VF : Ethel Houbiers) : Pilar
- Kandido Uranga (VF : Patrice Melennec) : Efrén, le grand-père de Bruno
- Elena Irureta (VF : Virginie Ledieu) : Aurora
- Josean Bengoetxea : Román, le père d'Alma
- Celia Sastre (VF : Céline Melloul) : Celia
- Laura Ubach (VF : Ophélie Bernard) : Telma
- Mario Tardón (VF : Olivier Bénard) : Carlos, le conducteur du car
- Alejandro Serrano (VF : Benjamin Bollen) : Alex
- Ximena Vera (VF : Diane Dassigny) : Lucia
- Katia Borlado (VF : Sarah Barzyk) : Berta

 Source et légende : version française (VF) sur RS Doublage et le carton de doublage français.

## Production

### Développement
La série est créée par Sergio G. Sánchez, le scénariste des films L'Orphelinat et The Impossible.

### Attribution des rôles
Les rôles principaux sont attribués à Mireia Oriol (Las del hockey), Alex Villazán (Caronte), Pol Monen (¿A quién te llevarías a una isla desierta?), Claudia Roset (Skam España), Javier Morgade (El nudo), Nil Cardoner (Las del hockey), María Caballero (Le Ministère du temps) et Milena Smit (La chica de la nieve, Madres paralelas).

### Tournage
La série est presque entièrement tournée dans la principauté des Asturies, dans le Parc naturel de Redes, à Ribadesella, à Luarca et à El Franco.

### Fiche technique
Sauf indication contraire, les informations mentionnées dans cette section peuvent être confirmées par la base de données cinématographiques IMDb,  présente dans la section « Liens externes ».
- Titre original : Alma
- Création : Sergio G. Sánchez
- Réalisation : Kike Maíllo et Sergio G. Sánchez
- Scénario : Teresa de Rosendo et Paul Pen
- Photographie :
- Montage : Elena Ruiz et Martí Roca
- Musique : Fernando Velázquez
- Production : 	Belén Atienza, Jesús de la Vega, Sandra Hermida et Margarita Huguet
- Sociétés de production : Netflix España
- Sociétés de distribution (télévision) : Netflix
- Pays d'origine :  Espagne
- Langue originale : espagnol
- Format : couleur - Dolby Surround 7.1
- Genre : drame fantastique
- Durée : 41 – 60 minutes
- Date de première diffusion :
  - Monde: 19 août 2022 sur Netflix

## Épisodes
1. Le brouillard
2. Les secrets
3. Les recherches
4. Les ombres
5. Lara
6. Les révélations
7. Les portails
8. Deva
9. Le retour

## Accueil

### Critiques
Pour Diez Minutos, « De manière surprenante, ce rapport au quotidien se marie à la perfection avec cet univers paranormal qu'ouvre l'arrivée du car scolaire dans la brume, comme un portail sur l'inconnu. […] tout semble s'orchestrer en équilibre pour soutenir un récit soigné, qui s'empare de thèmes de poids et renvoie à la terreur la plus classique ».
Pour El País, « avec tous ses composants, Alma représente la relève générationnelle de El Internado, avec le langage propre au thriller pour adolescents, comme Élite ou Fanático, mais avec les saveurs surnaturelles de Stranger Things ».
Télé-Loisirs rend compte des réactions favorables, voire enthousiastes, des spectateurs français.